# Mesosemia cymotaxis
Mesosemia cymotaxis is een vlindersoort uit de familie van de prachtvlinders (Riodinidae), onderfamilie Riodininae.
Mesosemia cymotaxis werd in 1910 beschreven door Stichel.